# Microfibra
La microfibra è una tecnofibra avente un titolo uguale o minore di 1 Dtex.
La definizione è ripresa da una norma UNI 10714 dell'aprile 1999 sui "Mobili imbottiti - Materiali di rivestimento di non tessuto a base di microfibre. Requisiti e metodi di prova". Il materiale utilizzato per la sua produzione può essere poliestere, poliammide e  polipropilene.

## Titolazione
Il sistema di titolazione dtex indica quanti metri di una certa fibra siano contenuti in un grammo di peso:  1 Dtex equivale a diecimila metri.
Le microfibre sono quindi fibre molto fini che possono essere impiegate in diversi settori dall'arredamento all'abbigliamento.
La loro caratteristica base è quella di avere una mano molto morbida rispetto ad analoghi prodotti tessili realizzati con fibre sintetiche normali.

## Etichettatura
Il termine di "microfibra" non indica una fibra tessile in particolare. In base alla legge di etichettatura tessile n° 194 del 1999, il termine non può essere usato singolarmente, ma solamente accompagnare il nome del polimero che la costituisce. Ad esempio 100% poliestere microfibra e non 100% microfibra. Questa seconda espressione è errata.
Trattandosi inoltre di una qualificazione delle fibre utilizzate per la realizzazione del prodotto, il produttore è tenuto a vigilare la correttezza dell'impiego della dicitura nella pubblicizzazione del prodotto stesso, controllando la natura delle fibre utilizzate per la realizzazione del prodotto.

## Tipologia di microfibre
Le microfibre si distinguono in:
- Microfibra Tessuta
- Microfibra Non Tessuta

La microfibra tessuta è quella più comunemente utilizzata in abbigliamento o come panno per la pulizia degli occhiali. Può avere o meno un aspetto camoscio a seconda se la superficie del tessuto viene cardata o meno scoprendone così le fibre.
La microfibra non tessuta può essere nella versione suede e normalmente utilizzata nell'arredamento, automotive e abbigliamento, come ad esempio Alcantara, altrimenti può essere ricoperta da poliuretano o altri polimeri, come ad esempio Lyliane Suede, ed essere impiegata per tomaie di calzature, arredamento e altri articoli tecnici.